# Oltingen
Oltingen is een gemeente en plaats in het Zwitserse kanton Basel-Landschaft, en maakt deel uit van het district Sissach.
Oltingen telt 472 inwoners.